# Hajduk Stanko
Hajduk Stanko – powieść Janka Veselinovicia z 1896.

## Okoliczności powstania utworu
Hajduk Stanko należy do grupy utworów poświęconych I i II powstaniu serbskiemu, tworzących nowy krąg tematyczny w serbskiej prozie historycznej, powstały pod koniec XIX wieku i rozwijający się przez niemal cały następny wiek. Zamiarem Veselinovicia było napisanie powieści opiewającej ruch hajducki i serbską walkę narodowowyzwoleńczą, głoszącej pochwałę konserwatyzmu, patriotyzmu i prawosławia.

## Treść
Akcja powieści rozgrywa się we wsi Czarne Bagno, w regionie Maczwy (część Serbii Centralnej). Miejscowy subbasza, Turek znany jako Gruszka, pragnie doprowadzić do poróżnienia żyjących dotąd w doskonałej zgodzie miejscowych Serbów. Przy pomocy zdrajcy, Serba Marinka, wykorzystuje spór między Stankiem Aleksiciem i Lazarem Miradžiciem o piękną Jelicę, by skłócić ich rodziny, a następnie innych mieszkańców wsi. Lazar, który strzelał do Stanka, chcąc zabić go i samemu zdobyć miłość dziewczyny, za radą Turka przedstawia swój czyn jako zemstę za kradzież, której miał dopuścić się Stanko. Ten opuszcza wieś i dołącza do oddziału hajduków, gdzie wyróżnia się odwagą. Bohater dokonuje również osobistej zemsty, zabijając Lazara, Gruszkę i Marinkę. Może powrócić do wsi, w której ponownie panuje zgoda, i ożenić się z Jelicą.
Wybucha pierwsze powstanie serbskie, do którego dołącza oddział Stanka. Po początkowych sukcesach hajducy, razem z innymi powstańcami, zostają oblężeni w obozie w okolicy miejscowości Ravnje, gdzie z powodu opadów deszczu przemaka posiadany przez nich proch. W tej sytuacji większość obrońców wycofuje się. Jedynie oddział Zeki Buljubaszy, do którego należał Stanko, odmawia odejścia. Wszyscy hajducy giną w obronie szańców.

## Cechy utworu

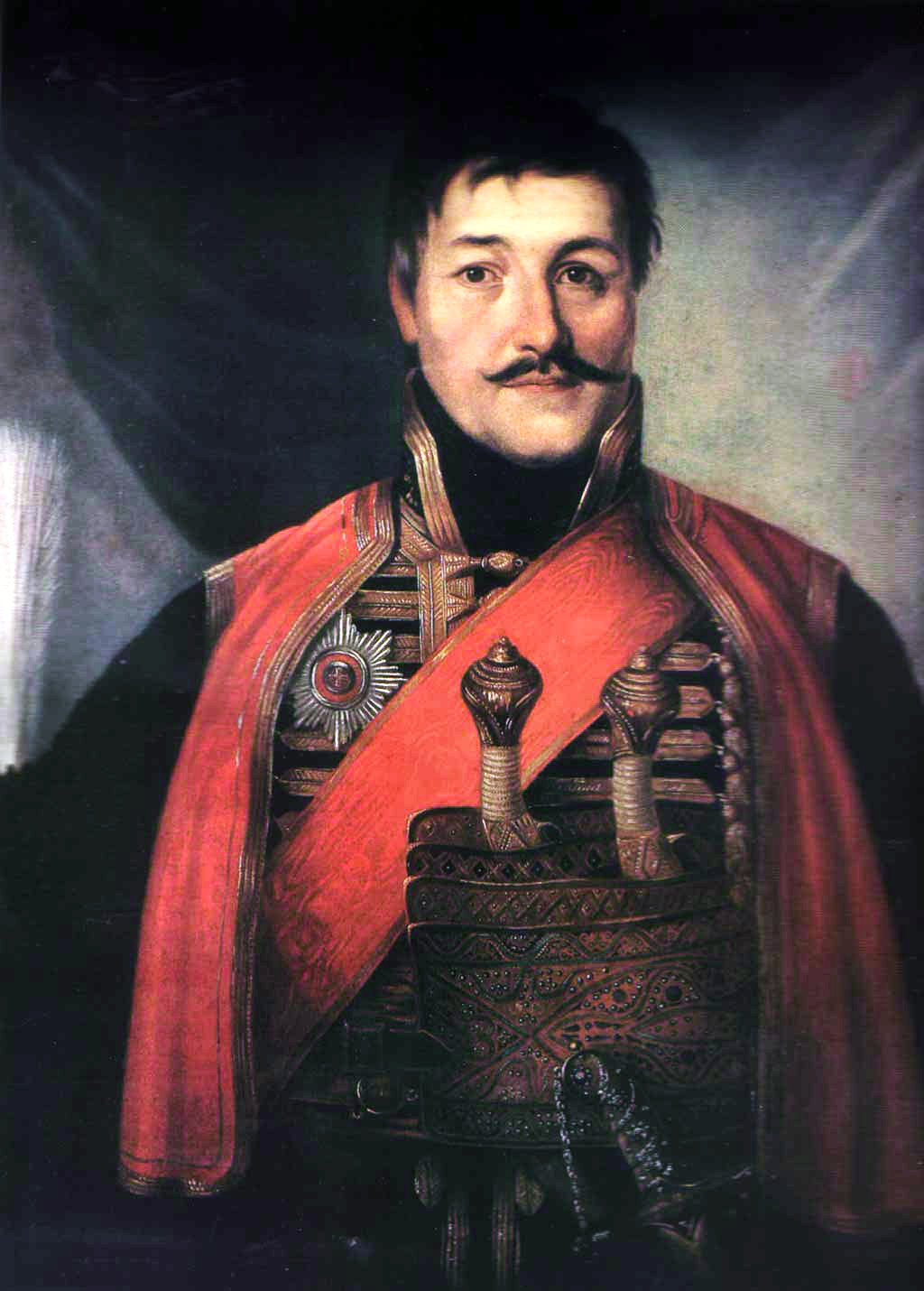
Jerzy Czarny, przywódca pierwszego powstania serbskiego

Powieść powstała pod wyraźnym wpływem serbskiego eposu bohaterskiego i ludowego mitu hajductwa. Bohaterowie dzieła obdarzeni są cechami legendarno-baśniowymi, zdolnymi do wszelkich czynów bohaterskich. Veselinović dokonuje hiperbolizacji zarówno indywidualnych aktów odwagi, jak i postaw całej zbiorowości serbskiej. Hajduk Stanko przejmuje również ludową etykę, afirmowany w pieśniach ludowych patriarchalny model rodziny i społeczności lokalnej, głosi pochwałę umiłowania wolności, prawdy i godności człowieka, mimo tragicznego zakończenia (również przejętego za wzorem epickich pieśni) przekazuje wiarę w zwycięstwo sprawiedliwości i prawdy. Dzieło napisane jest w tonie patetycznym, zaś sceny powstańcze, między innymi z tego powodu, są słabe artystycznie. Mimo tego powieść jest utworem dynamicznym i przykuwającym uwagę czytelnika.
Hajduk Stanko jest powieścią tendencyjną, dokonującą idealizacji wsi serbskiej oraz oddziałów hajduków. Postacie w utworze są jednowymiarowe, silnie spolaryzowane. Dzieło składa się z dwóch, luźno związanych ze sobą części: fragmentu poświęconego miłości Stanka, typowego romansu na tle historycznym, oraz części opisującej powstanie serbskie. Zdaniem Bogusława Zielińskiego Veselinović, tworząc powieść, inspirował się modelem Waltera Scotta, jednak świadomie odszedł od niego, łącząc go z cechami serbskiej epickiej poezji ludowej.